# Казар, Амира
Амира Казар (также распространено имя Амира Касар) (фр. Amira Casar; род. 1 мая 1971, Лондон, Англия) — французская актриса театра и кино.

## Биография
Амира Казар родилась 1 мая 1971 года в Лондоне. Её мать – русская, отец – курд.  Амира выросла в Ирландии, в 14 лет была замечена фотографом Хельмутом Ньютоном на пляже Лазурного Берега. В возрасте 16 лет уехала в Париж , где позировала для журналов «Vogue», «Vanity Fair», работала манекенщицей для «Chanel», Жана-Поля Готье.
В 1988 году поступила на Курс Флорен (фр. le Cours Florent) вместе с Рэймондом Аквавива (фр. Raymond Acquaviva) актёром и постановщиком. который впоследствии утверждает её на роль в театральной пьесе «Гедда Габлер» норвежского драматурга Генрика Ибсена.
Её первое появление в кино происходит в 1989 году в фильме «Ошибки молодости». В 1997 году, была замечена публикой  в фильме «Рецепт от бедности». За роль супруги Ришара Анконина, сыгранную в этом фильме, Амира была номинирована на Премию «Сезар»  в номинации "актриса-дебютантка".
Начиная с 1991 года, она продолжает своё образование учась в «Высшей национальной консерватории драматического искусства»  у профессоров Катрин Игель (фр. Catherine Hiegel) и Филиппа Адриена (фр. Philippe Adrien).
Её дебют в театре состоялся в 1999 году в спектакле по пьесе «Aunt Dan and Lemon», в котором она сыграла вместе с английской актрисой Мирандой Ричардсон. Далее последовала роль в театральной пьесе «Гедда Габлер».
После этого её можно было увидеть во множестве фильмах, таких как: «Почему не я?», «Сердце в труде» а также в фильме 2002 года «Потерявшие и ищущие».
В 2003 году она снялась в фильме «Знакомьтесь, Ваша вдова», где её партнёрами были Пьер Ришар и Джейн Биркин. В 2009 году Амира сыграла вместе с Катрин Денёв, Бенуа Пульвордом, Клодом Ришем, Мишелем Омоном и многими другими известными актёрами французского кино в фильме «Однажды в Версале».
Среди режиссёров, у которых снималась Амира Казар, -  Катрин Брейя, Тони Гатлиф, братья Куай, Летиция Массон, Карлос Саура, Эрик-Эммануэль Шмитт, Вернер Шрётер и др.
На театральной сцене выступила в спектакле Оливье Пи Дети Сатурна (2009, театр Одеон).
В 2015 году она снимается в телесериале «Версаль»  — франко-канадском историческом телесериале о времени строительства Версальского дворца во время правления Людовика XIV.

## Избранная фильмография
| Год  |   | Русское название               | Оригинальное название                  | Роль                           |
| ---- | - | ------------------------------ | -------------------------------------- | ------------------------------ |
| 1989 | ф | Ошибки молодости               | Erreur de jeunesse                     | девушка в метро                |
| 1997 | ф | Специальный выпуск             | Tiré à part                            | Фарида                         |
| 1997 | ф | Рецепт от бедности             | La Vérité si je mens !                 | Сандра Бензакем                |
| 1999 | ф | Почему не я?                   | Pourquoi pas moi ?                     | Камилла                        |
| 2000 | с | Арабские приключения           | Arabian Nights                         | Морджиана                      |
| 2001 | ф | Рецепт от бедности 2           | La Vérité si je mens ! 2               | Сандра Бензакем                |
| 2001 | ф | Как я убил отца                | Comment j'ai tué mon père              | Мириам                         |
| 2002 | ф | Потерявшие и ищущие            | Filles perdues, cheveux gras           | Марианн                        |
| 2003 | ф | Сильвия                        | Sylvia                                 | Ассия Вефилл                   |
| 2003 | ф | Знакомьтесь, Ваша вдова        | Mariées mais pas trop                  | Клаудиа                        |
| 2004 | ф | Порнократия                    | Anatomie de l'enfer                    | женщина                        |
| 2005 | ф | Рисуй или занимайся любовью    | Peindre ou faire l'amour               | Ева                            |
| 2005 | ф | Настройщик землетрясений       | L'Accordeur de tremblements de terre   | Мальвина ван Стилль            |
| 2006 | ф | Трансильвания                  | Transylvania                           | Мари                           |
| 2007 | ф | Тайная любовница               | Une vieille maîtresse                  | мадмуазель Дивин               |
| 2008 | ф | Виновная                       | Coupable                               | Долорес                        |
| 2008 | ф | Путешествие в Пиренеи          | Le Voyage aux Pyrénées                 | журналистка                    |
| 2008 | ф | Сделано в Италии               | Made in Italy                          | Изабелла                       |
| 2008 | ф | Ночь собак                     | Nuit de chien                          | Ирен                           |
| 2009 | ф | Девчонки                       | Gamines                                | Анна Ди Бьяджио                |
| 2009 | ф | Однажды в Версале              | Bancs publics (Versailles rive droite) | клиентка в отделе наконечников |
| 2009 | ф | Оскар и розовая дама           | Oscar et la Dame rose                  | мадам Гомметт                  |
| 2010 | ф | Кандиша                        | Kandisha                               | Нила Жейд                      |
| 2010 | ф | Никто не покидает этого города | No One Gets Off in This Town           | идёт подготовка к съёмкам      |
| 2011 | ф | Розыгрыш                       | Playoff                                | Дэниз                          |
| 2012 | ф | Это правда, если я вру 3       | La Vérité si je mens ! 3               | Сандра                         |
| 2015 | ф | Версаль                        | Versailles                             | Беатрис                        |
| 2017 | ф | Зови меня своим именем         | Call Me by Your Name                   | Аннелла Перлман                |
| 2018 | ф | Ван Гог. На пороге вечности    | At Eternity's Gate                     | Йоханна Ван Гог-Бонгер         |
| 2019 | ф | Куриоса                        | Curiosa                                | мадам де Эредиа                |
| 2024 | с | Модный дом                     | La Maison                              | Перль Фостер                   |